# Aprionus fennicus
Aprionus fennicus är en tvåvingeart som beskrevs av Jaschhof 2009. Aprionus fennicus ingår i släktet Aprionus, och familjen gallmyggor. Arten har ej påträffats i Sverige.